# Påläng
Påläng er et byområde i Kalix kommun i Norrbottens län i Sverige.

## Historie
I jordebogen fra 1543 over Västerbotten har Påläng fire åboer. Ved den første kortlægning over byen i 1647 findes de seks hjem, som regnedes som stamhjem i byen, stadigvæk.
Der lå engang en fiskefabrik i byen, men den er nu nedlagt.
Byens navn skrives lokalt som Pålänge eller Puling.

### Skole
I 1881 blev den første skolebygning i Pålänge opført. Dette skete efter at man i fire år havde skændtes om, hvor den skulle ligge. I 1897 blev det en fast folkeskole i Pålänge, hvilket indebar at byen nu havde undervisning hvert år.
I 1930 indviedes den nye skole, og den gamle skole blev flyttet til Kalixvägen hvor den blev Pålänge Folkets hus. 2011 var det sidste år, hvor der fandtes en kommunal skole i Pålänge.

## Kojan på berget
I Påläng er Kojan (hytten) på Berget et centrum i naturen som blev bygget i 1970'erne på Degertjärnberget, som i dag er offentligt tilgængeligt og kan besøges året rundt. Journalisten Gunnar Isacson (født og opvokset i Påläng) har skrevet et bog om præcis Kojan på Berget ligesom mange andre bøger, hvis handling udspiller sig på forskellige steder i Kalix kommun.